# Persone di nome Adolphe
| Questa pagina contiene informazioni ricavate automaticamente dalle voci biografiche con l'ausilio del template Bio e di un bot. L'aggiornamento è periodico e automatico e ricostruisce completamente la pagina. Se manca una persona in questa lista, sei pregato di non aggiungerla, ma accertati piuttosto che la sua voce biografica contenga il template Bio e che i dati anagrafici siano correttamente compilati. Se il template Bio manca, inseriscilo tu stesso o, in alternativa, metti l'avviso {{tmp\|Bio}} che ne segnala la mancanza. Se i dati riportati sono sbagliati, correggi direttamente la voce biografica; le modifiche saranno visibili in questa lista entro pochi giorni. Per chiarimenti vedi il progetto antroponimi. La lista contiene solo le 59 persone che sono citate nell'enciclopedia e per le quali è stato implementato correttamente il template Bio. Pagina aggiornata al 22 gen 2025. |

Questa è una lista di persone presenti nell'enciclopedia che hanno il nome Adolphe, suddivise per attività principale.

## Attori(1)
- Adolphe Menjou, attore statunitense (Pittsburgh, n. 1890 - Beverly Hills, † 1963)

## Attori teatrali(2)
- Adolphe Laferrière, attore teatrale francese (Alençon, n. 1806 - Parigi, † 1877)
- Adolphe Montigny, attore teatrale, drammaturgo e direttore teatrale francese (n. 1805 - Parigi, † 1880)

## Botanici(1)
- Adolphe Théodore Brongniart, botanico francese (Parigi, n. 1801 - † 1876)

## Calciatori(6)
- Adolphe Boaoutho, calciatore francese (n. 1986)
- Adolphe Hug, calciatore svizzero (Zurigo, n. 1923 - † 2006)
- Adolfo Mengotti, calciatore svizzero (Valladolid, n. 1901 - † 1984)
- Adolphe Reymond, calciatore svizzero (n. 1896 - Berlingen, † 1976)
- Adolphe Teikeu, calciatore camerunese (Bandjoun, n. 1990)
- Adolphe Touffait, calciatore francese (Rennes, n. 1907 - Nanterre, † 1990)

## Chirurghi(1)
- Adolphe Lenoir, chirurgo francese (Meaux, n. 1802 - Parigi, † 1860)

## Ciclisti su strada(1)
- Adolphe Hélière, ciclista su strada francese (Rennes, n. 1888 - Nizza, † 1910)

## Compositori(1)
- Adolphe Le Dhuy, compositore e teorico della musica francese (n. 1803)

## Dirigenti sportivi(1)
- Adolphe de Pallissaux, dirigente sportivo, rugbista a 15 e velocista francese

## Drammaturghi(2)
- Michel-Joseph Gentil de Chavagnac, drammaturgo e cantautore francese (Parigi, n. 1770 - Passy, † 1846)
- Adolphe de Leuven, drammaturgo e librettista francese (Parigi, n. 1802 - Parigi, † 1884)

## Editori(1)
- Adolphe Joanne, editore e giornalista francese (n. 1813 - † 1881)

## Entomologi(1)
- Adolphe Hercule de Graslin, entomologo francese (Flée, n. 1802 - Malitourne, † 1882)

## Esploratori(1)
- Adolphe Delessert, esploratore e naturalista francese (n. 1809 - Saint-Barthélemy, † 1869)

## Fotografi(1)
- Adolphe Alexandre Martin, fotografo e inventore francese (Parigi, n. 1824 - Caen, † 1896)

## Generali(4)
- Adolphe Le Flô, generale e politico francese (Lesneven, n. 1804 - Morlaix, † 1887)
- Adolphe Niel, generale francese (Muret, n. 1802 - Parigi, † 1869)
- Adolphe Antoine Richenpanse, generale francese (Colmar, n. 1800 - Avermes, † 1862)
- Adolphe Charles de Cauvigny, generale francese (Hérouville, n. 1801 - Parigi, † 1889)

## Giornalisti(1)
- Adolphe Bartels, giornalista e scrittore belga (Bruxelles, n. 1802 - Bruxelles, † 1862)

## Giuristi(1)
- Adolphe Crémieux, giurista e politico francese (n. 1796 - † 1880)

## Ingegneri(1)
- Adolphe Stoclet, ingegnere belga (Saint-Gilles, n. 1871 - Woluwe-Saint-Pierre, † 1949)

## Inventori(1)
- Adolphe Kégresse, inventore francese (Héricourt, n. 1879 - Croissy-sur-Seine, † 1943)

## Mezzofondisti(1)
- Gaston Ragueneau, mezzofondista e siepista francese (Lione, n. 1881 - Draveil, † 1978)

## Missionari(1)
- Adolphe Lechaptois, missionario e vescovo cattolico francese (Cuillé, n. 1852 - Karema, † 1917)

## Naturalisti(1)
- Adolphe Dureau de la Malle, naturalista, storico e disegnatore francese (Parigi, n. 1777 - Orne, † 1857)

## Operai(1)
- Adolphe Assi, operaio e attivista francese (Roubaix, n. 1841 - Numea, † 1886)

## Pedagogisti(1)
- Adolphe Ferrière, pedagogista e astrologo svizzero (Ginevra, n. 1879 - † 1960)

## Pianisti(1)
- Adolphe Gutmann, pianista e compositore tedesco (Heidelberg, n. 1819 - La Spezia, † 1882)

## Pionieri dell'aviazione(1)
- Adolphe Pégoud, pioniere dell'aviazione francese (Montferrat, n. 1889 - Petit-Croix, † 1915)

## Pistard(1)
- Adolphe Cayron, pistard francese (Sonnac, n. 1878 - Villeneuve-le-Roi, † 1950)

## Pittori(6)
- Adolphe Appian, pittore e incisore francese (Lione, n. 1818 - Lione, † 1898)
- Adolphe Giraldon, pittore e illustratore francese (Marsiglia, n. 1855 - Parigi, † 1933)
- Adolphe Alexandre Lesrel, pittore francese (Genêts, n. 1839 - Genêts, † 1929)
- Étienne Moreau-Nélaton, pittore e scrittore francese (Parigi, n. 1859 - † 1927)
- Adolphe Martial-Potémont, pittore e incisore francese (Parigi, n. 1827 - Parigi, † 1883)
- Adolphe Yvon, pittore francese (Eschviller, n. 1817 - Parigi, † 1893)

## Poeti(1)
- Adolphe Dumas, poeta, scrittore e drammaturgo francese (Caumont-sur-Durance, n. 1805 - Dieppe, † 1861)

## Politici(5)
- Adolphe Billault, politico e avvocato francese (Vannes, n. 1805 - Basse-Goulaine, † 1863)
- Adolphe Dechamps, politico belga (Melle, n. 1807 - Manage, † 1875)
- Adolphe Max, politico belga (Bruxelles, n. 1869 - Bruxelles, † 1939)
- Adolphe Messimy, politico francese (Lione, n. 1869 - Charnoz-sur-Ain, † 1935)
- Adolphe Muzito, politico della Repubblica Democratica del Congo (Bandundu, n. 1957)

## Presbiteri(1)
- Adolphe Gesché, presbitero e teologo belga (Bruxelles, n. 1928 - Louvain-la-Neuve, † 2003)

## Pubblicitari(1)
- Cassandre, pubblicitario francese (Charkiv, n. 1901 - Parigi, † 1968)

## Scenografi(1)
- Adolphe Appia, scenografo svizzero (Ginevra, n. 1862 - Nyon, † 1928)

## Schermidori(1)
- Adolphe Rouleau, schermidore francese (Lilla, n. 1867 - La Ferté-Bernard, † 1937)

## Scrittori(2)
- Adolphe Retté, scrittore francese (Parigi, n. 1863 - Beaune, † 1930)
- Adolphe d'Ennery, scrittore, drammaturgo e librettista francese (Parigi, n. 1811 - Parigi, † 1899)

## Storici(2)
- Adolphe de Chesnel, storico e enciclopedista francese (Belleville, n. 1791 - Parigi, † 1862)
- Adolphe Robert, storico e biografo francese (Melun, n. 1833 - Parigi, † 1899)

## Tenori(1)
- Adolphe Nourrit, tenore francese (Montpellier, n. 1802 - Napoli, † 1839)

## Velocisti(2)
- Adolphe Grisel, velocista, discobolo e lunghista francese (Parigi, n. 1872 - San Quintino, † 1942)
- Adolphe Klingelhoeffer, velocista, ostacolista e rugbista a 15 francese (Parigi, n. 1880 - Courbevoie, † 1956)